# لوحة موت درغوث
لوحة موت درغوث لوحة زيتية رسمها الرسام المالطي جوزيبي كالو عام 1867. يصور الفنان وفاة الجنرال العثماني درغوث رئيس خلال حصار مالطا الكبير عام 1565.

## الوصف
تبلغ مساحة اللوحة 225 × 170 سم، اللوحة موجودة ضمن مجموعة المتحف الوطني للفنون الجميلة، مالطا، فاليتا.

## التحليل
تصور اللوحة إصابة القائد المسلم درغوث أثناء الحصار الكبير لمالطا التي تسببت بوفاته. أثناء قصف قلعة سانت إلمو، في يونيو 1565، تم إطلاق رصاصة من حصن سانت أنجيلو تجاهه. توجد وجهة نظر عكس هذه تؤكد أن الطلقة كان مصدرها داخل المعسكر العثماني.
تُظهر اللوحة تأثير دومينيكو موريلي ويوجين ديلاكروا. رسمت في عام 1867 أثناء رحلة عودة كالو إلى مالطا بعد عامين قضاهما في نابولي. اشترت الحكومة اللوحة فور عودته.

## وصلات خارجية
- درغوث، المجموعة التونسية المفتوحة.
- حصار مالطا